# 阿朗什
阿朗什（法語：Allanche，法語發音：[alɑ̃ʃ]）是法国康塔尔省的一个市镇，位于该省东北部，属于圣弗卢尔区。

## 地理
阿朗什（45°13'45"N, 2°56'4"E）面积49.89 平方千米，位于法国奥弗涅-罗讷-阿尔卑斯大区康塔爾省，该省份为法国中南部省份，位于法國中央高原中心，北起科雷兹省、上盧瓦爾省和多姆山省，西接洛特省和科雷兹省，南至阿韦龙省和洛特省，东临上盧瓦爾省和洛泽尔省。
与阿朗什接壤的市镇（或旧市镇、城区）包括：朗代拉、莫莱德、佩吕斯、普拉迪耶、韦尔诺勒、韦兹、圣阿娜斯塔西、沙利纳尔格。
阿朗什的时区为UTC+01:00、UTC+02:00（夏令时）。

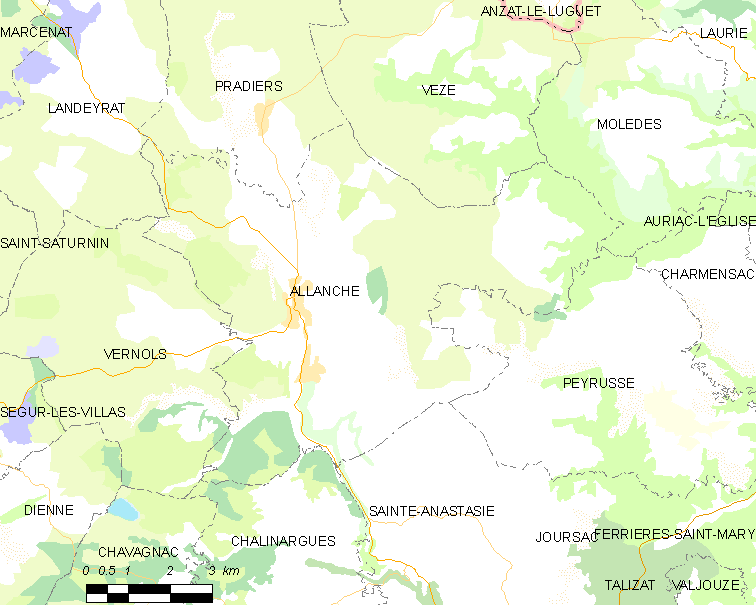
阿朗什的OSM定位图

## 行政
阿朗什的邮政编码为15160，INSEE市镇编码为15001。

## 政治
阿朗什所属的省级选区为米拉县。

## 交通
康塔尔省省道D9线、D21线、D39线、D114线和D679线在境内交汇。博尔莱索格－讷萨格铁路经过境内，但现已关闭。

## 人口

1962-2008年间阿朗什人口变化图示

阿朗什于2022年1月1日时的人口数量为783人。